# Lišany (Rakovníki járás)
Lišany település Csehországban, Rakovníki járásban. Lišany Lužná, Chrášťany, Rakovník, Krušovice, Krupá és Olešná településekkel határos. Lakosainak száma 690 fő (2024. január 1.).

## Népesség
A település lakosságának változását az alábbi diagram mutatja:
| Lakosok száma | 774  | 929  | 1096 | 1104 | 677  | 634  | 670  | 655  | 659  | 690  |
|               | 1869 | 1890 | 1921 | 1950 | 1980 | 2001 | 2017 | 2019 | 2022 | 2024 |